# スーパー・ササダンゴ・マシンのチェ・ジバラ
スーパー・ササダンゴ・マシンのチェ・ジバラは、2021年7月より、新潟放送（BSN）ラジオで放送されているラジオ番組。番組のキャッチコピーは「スーパー・ササダンゴ・マシンが大きな自腹でお届けする、忖度少なめの自主制作完パケ納品型ラジオ」。
当稿では、第ニ部にあたる姉妹番組『チェ・ジバラのつづき』についても記述する。

## 概要
ラジオ番組のパーソナリティの座に長年憧れていたスーパー・ササダンゴ・マシンが、放送休止枠だった月曜未明（日曜深夜）の放送枠を買い取り、製作費・放送権料（通称「波代」）を自費で賄う形でオンエアに漕ぎ着けたラジオ番組である。
番組名の由来は、キューバの革命指導者であるチェ・ゲバラに自腹をかけ合わせたものである。オープニングとエンディングには、「この番組は新潟新通株式会社と坂井精機株式会社の自腹でお送りします（しました）」と水谷悠莉によるアナウンス音声が流されるが、この2社は前者が番組プロデューサー兼ディレクターの吉田広秋、後者はスーパー・ササダンゴ・マシンがそれぞれ経営する企業であり、出演者らの自前での資金調達（いわゆる自腹）にて制作していることを示している。また、後述の収録スタジオ内には、チェ・ゲバラの肖像画が掲げられている。
新潟市江南区内の住宅街に所在する、放送技術関連企業・新潟新通の倉庫内を改装し、同所で保管されていた旧新潟県民エフエム放送（FM PORT）の機材を流用して設けたスタジオ、通称「スタジオ・ジバラ」で原則として毎週火曜日夜に収録を行い、編集作業を経て、同じ週の木曜日までにBSNへ完パケ納品が行われている。BSNラジオ放送部の高橋紀子は「（新潟）県内を拠点に（収録・編集を行い、）完パケとして（放送局へ）納品する形態は、県内初の試みだろう」と評している。
回数表記は、基本的に「第○（放送回数）話」が用いられている。
2023年3月までは、放送後にスマートフォン向け配信アプリ「Artistspoken」にてほぼ毎週、「アフタートーク」の配信が行われていた。後述の事情により放送時間が1時間遅くなる各月の最終週には、アフタートークではなく「ビフォートーク」として、月曜1時（日曜深夜25時）頃に配信が行われたこともあった。
2022年7月3日に番組開始1周年を迎えたことを期に、松竹芸能所属時代の2015年に開設されたササダンゴ・マシン公式YouTubeチャンネルの運営をチェ・ジバラ制作チームが譲り受け、第49話（2022年7月3日放送分）以降の放送からは、音源を削除したものが「ディレクターズカット版」として、放送から1週間後の日曜深夜24時（月曜午前0時）頃に公開されており、第64話（2022年10月16日放送分）からは、アフタートーク・ビフォートークもディレクターズカット版内に収容されている。
開始当初3ヶ月間は番組放送枠が原則30分だったが、2021年10月からは波代据え置きのまま、放送枠の60分への拡大に成功し、2023年4月からは波代が値上げとなった一方、放送時間が2時間繰り上がり、毎週日曜日23時からの1時間番組となると同時に、姉妹番組『チェ・ジバラのつづき』が、アフタートークを番組化する形で30分番組として始まった。『チェ・ジバラのつづき』は、BSNでの放送が休止となる毎月最終週（放送上の日付が毎月の最終日曜にあたる場合）に限り、『チェ・ジバラのアフタートーク』のタイトルでArtistspokenでの配信が行われている。この編成をスーパー・ササダンゴ・マシンは「90分2番組制」と称している。
YouTube向けのディレクターズカット版では音源を削除した上で、2番組を放送時間順につなぎ合わせた1本の音声動画に再編集されている。
2021年8月22日には、第8話の放送直後に「シーズン1一挙放送」と題して第1話から第4話までの再放送が行われた。
また、2023年6月25日には100回目の放送と番組開始2周年を記念し、BSNラジオ第2スタジオから生放送が行われた。
新潟日報によれば、2022年下半期時点でBSNがradikoで配信しているラジオ番組の中でradikoプレミアムのエリアフリー機能にて新潟県外から最も聴取された番組であり、新潟県内と県外の聴取比率はほぼ1:1だという。

### 番組の流れ
以下のトークは、スーパー・ササダンゴ・マシン（以下「ササダンゴ・マシン」）がプロレスラー・会社経営者・タレント・脚本家として、同時並行の活動を送る日々の中で体験した日常の話題が中心となっており、出場したプロレス大会や他のレギュラー番組、脚本制作や出演者として関わる純烈のコンサート公演の裏話、視聴や購読をしたエンターテインメント、東区を中心とした地元新潟ネタなど、幅広い話題を題材としている。また、学生時代や新潟帰郷以前といった過去に経験したことを振り返って話したり、リスナーから寄せられたふつおたなどのメールを読み上げ、感想を語ることもある。
ササダンゴ・マシンは、失敗談などを盛り込み、リスナーが共感できるようなエピソードトークを心がけている。また、トークは完全な一人喋りではなく、小林友や吉田広秋らによる反応が適宜挿入されている。
なお、番組中のCMは全て、BSNの番宣かBSNの営業による案件のものが流される。CMは番組制作側のマターではない。

#### スーパー・ササダンゴ・マシンのチェ・ジバラ
時報後、水谷悠莉により「蓄財できるすべての黄金よりも、はるかに決定的でいつまでも続くのは、人民達の感謝の念なのである」というチェ・ゲバラの名言が朗読され、次いで番組名がアナウンスされた後、ササダンゴ・マシンが挨拶し、オープニングトークに入る。
1曲目の音楽をサビまで流した後、引き続き曲に乗せて「この番組は、新潟新通株式会社と坂井精機株式会社の自腹でお送りします」と坂井精機と新潟新通の自腹により番組が制作されていることを示すアナウンス（通称・自腹読み）が入り、CMになる。
CM後もササダンゴ・マシンによるトークを行い、間に曲とCMを挟みつつ進行していく。
番組終了5分前頃を目安にエンディングに入り、ここではササダンゴ・マシンの直近の予定や『チェ・ジバラのつづき』の放送告知などが述べられた後、リスナーへ向けて簡単な挨拶を行って番組を締め、最後に「この番組は、新潟新通株式会社と坂井精機株式会社の自腹でお送りしました」と自腹読みが流れる。2023年2月からは、エンディング用の台本をリスナーから募集している。2023年3月まではアフタートークの配信告知もエンディングで行われていた。
なお、最初期は相槌代わりの笑い声として、K村こと北村芳貴のサンプリングボイスが使用されていた。

#### チェ・ジバラのつづき
時報後、水谷悠莉により「お前の目の前にいるのは、英雄でも何でもないただの男だ。撃て!」というチェ・ゲバラの最期の言葉が朗読され、次いで番組名がアナウンスされた後、RAM RIDER作曲のオリジナルテーマに乗せてササダンゴ・マシンが挨拶し、トークに入る。CM直前に「この番組は、新潟新通株式会社と坂井精機株式会社の自腹でお送りします」と自腹読みが流れた後、CMを挟んでトークは続き、終了直前にリスナーへ向けてメール募集告知を行って番組を締め、最後に「この番組は、新潟新通株式会社と坂井精機株式会社の自腹でお送りしました」と自腹読みが流れる。
『スーパー・ササダンゴ・マシンのチェ・ジバラ』と異なりトークの間に曲は流れない。

### リスナーの呼称
番組リスナーを指す呼称は「ジバラー」もしくは「カズン」。リスナーから呼称案を募り、2022年8月に新潟市中央区花園1丁目（新潟第一ホテル付近）でのリスナーによる直接投票とその後のメールによる投票の結果、同数1位タイだった2つの案を採用することとなった。

### 制作上の問題

#### 2022年1月2日[注 1]放送分
「お正月の深夜、リスナーの皆さんとラジオを通じて、新年会の気分を大いに共有しよう」という趣旨の下、スーパー・ササダンゴ・マシン、BSNアナウンサーの前野智郎、番組スタッフが飲酒しながら収録を行った。
飲酒を伴いながらの収録について、BSNは番組側からあらかじめ通知を受けていたが、収録が進むにつれて出演者全員が酩酊する事態に陥ったことから、BSNは当該回を放送倫理の面でラジオ番組として成立していないと判断した。これを受けて番組側では「当面の放送休止」を提案したものの、BSNは番組側に対して「（2021年までに放送した回の）再放送」を勧告し、1月9日・16日・23日・30日放送分は2021年10月中に放送された回の再放送が行われた。
再放送では、冒頭に「本日の『スーパー・ササダンゴ・マシンのチェ・ジバラ』は、（放送日）の放送を再放送でお送りします」というアナウンスが挿入され、「Artistspoken」での配信によるアフタートークも再放送分を再配信する対応が取られた。
1月中の上記処置を経て、2月6日放送回からレギュラー放送を再開している。

## 出演者・主要スタッフ
いずれも『スーパー・ササダンゴ・マシンのチェ・ジバラ』・『チェ・ジバラのつづき』共通。
- スーパー・ササダンゴ・マシン （プロレスラー・坂井精機株式会社代表取締役社長・タレント・脚本家）- パーソナリティ兼企画・構成担当[4][8]。日々多忙を極めるマルチタレントレスラー。覆面レスラーではあるものの、本名の「坂井良宏」や別リングネーム「マッスル坂井」を他者から呼ばれたり、自ら名乗ることがあり、吉田からは本名をもじって「よっちゃん」と呼ばれている。
- 吉田広秋（新潟新通株式会社代表取締役社長）- 通称「ヒロくん」[4][8]。 スーパー・ササダンゴ・マシンの従兄[注 7]であり、プロデューサー兼ディレクターとして立ち上げ当初から[8]番組スタッフの中枢を担っている。本業は新潟県内のメディアで活動する音声技術者[5][14]。
- K村 - BSNの同業他社であるNST新潟総合テレビ『八千代コースター』・『八千代ライブ』の元プロデューサー・北村芳貴の笑い声をサンプリングしたもの[5]。トルネードK村とも。転じて、番組では北村自身のこともK村と称している[4]。サンプリングボイスは北村がNST社員だった番組最初期に使用していたが、小林の出演開始と前後して使用されなくなった。北村は2022年2月末にNSTを退職し、翌3月から「K村企画」を立ち上げてフリーランスのディレクターに転身後、2023年6月より柳都アーティストファーム[注 8] に再就職したが、折に触れて動向などが伝えられており、第35話（2022年3月27日[注 1]）では自身がプロデュースするプロレス興行『まっする6』開催直前のササダンゴ・マシンに代わり、構成・演出を担当した。その後もディレクターとして番組に関わり続けている。
- 小林友（株式会社テクスファーム副社長[8]・新潟美少女図鑑編集長） - 2021年12月からK村のサンプリングボイスに代わり笑い屋・聞き手として出演。本業は「美少女図鑑」の立ち上げに関わった「新潟美少女図鑑」創刊編集長にして、ササダンゴ・マシンのグッズ販売を手がける「ササダンゴ商会」の企画・運営などを担当しているデザイナー。「インテリロボット上等兵」のラジオネームで番組宛に投稿することもある[4]。
- 若杉司 - 「スタジオ・ジバラ」の大家[4]兼管理人。メール印刷やステッカー送付など[4]、アシスタントプロデューサーとしても番組を支える[8]。ササダンゴ・マシンや吉田とは遠い親戚関係にある。
- 水谷悠莉（フリーアナウンサー） - オープニング・エンディングのナレーションを事前収録により担当。第52話（2022年7月24日[注 1]）ではゲストとしてスタジオ出演した。
- RAM RIDER（歌手・作曲家） - 不定期出演。番組ジングル作成も担当した[5]。ササダンゴ・マシンの東京滞在時には、個人スタジオ「ギャラクシースタジオ」で番組の収録を行い、RAM RIDERが編集を担当することもある。

## ゲスト出演
放送日の後に☆が付いている者は同放送日の『チェ・ジバラのつづき』にも出演。
- 前野智郎（BSNアナウンサー） - 番組初期に不定期出演していた。
- Megu（Negicco、第20話 2021年11月14日[注 1]、第32話 2022年3月6日[注 1]、第52話 2022年7月24日[注 1]）
- 炎の天狐 トチオンガーセブン[注 9]（第24話 2021年12月12日[注 1]）
- 吉井唯（ダイニチ工業株式会社 代表取締役専務→社長、第26話 2021年12月26日[注 1]、第73話 2022年12月18日[注 1]、第74話 2022年12月25日[注 1]）
- 山里亮太（南海キャンディーズ、第28話 2022年2月6日[注 1]）
- 彰人（プロレスラー・株式会社CyberFight副社長、第34話 2022年3月20日[注 1][注 10]）
- 高木三四郎（プロレスラー・株式会社CyberFight 代表取締役社長、第45話 2022年6月5日[注 1][注 11]）
- 内藤泰弘（漫画家、第45話 2022年6月5日[注 1]）
- 角田龍平（弁護士・タレント、第52話 2022年7月24日[注 1]）
- みなみかわ（お笑い芸人・総合格闘家、第52話 2022年7月24日[注 1]）
- 竹下幸之介（プロレスラー、第59話 2022年9月11日[注 1]）
- ツナキチ（「鮪吉ツナキチ チャンネル」[注 12]に出演しているYouTuber、第75話 2023年1月1日[注 1]）
- ミッチーチェン（ローカルタレント、第81話 2023年2月12日[注 1][注 11]）
- 永守貴樹（レック株式会社 代表取締役社長、第81話 2023年2月12日[注 1]）
- 畠澤弘晃（株式会社BSNウェーブ[注 13]所属のラジオディレクター、第84話 2023年3月5日[注 1]、第117話 2023年10月22日☆）
- 阿諏訪泰義（元うしろシティ、第95話 2023年5月21日☆）
- 押味くみこ（陶芸作家・新津焼西潟本陶もえぎ陶房代表、第99話 2023年6月18日☆）
- 高橋なんぐ（ローカルタレント、第100話[7] 2023年6月25日、第115話 2023年10月8日）
- 伊勢みずほ（フリーアナウンサー、第100話[7] 2023年6月25日）
- 木本武宏（TKO、第109話 2023年8月27日[注 11]、第110話 2023年9月3日☆）
- 五十嵐夢羽（RYUTist、第111話 2023年9月10日、第112話 2023年9月17日、第113話 2023年9月24日）
- さとうまこと（テレビディレクター、第121話 2023年11月19日☆）
- 横山実郁（ローカルタレント、第200話 2025年6月1日☆）

スーパー・ササダンゴ・マシンのチェ・ジバラ
2021年7月4日 - 9月26日
- 毎週月曜日（日曜深夜）1:00 - 1:30

2021年10月3日 - 2023年3月26日
- 毎週月曜日（日曜深夜）1:00 - 2:00

2023年4月2日 -
- 毎週日曜日　23:00 - 24:00

2023年3月までは、放送上の日付が各月の最終日曜日にあたる場合のみ『Show! Presents GGラジオ』を放送するため、通常より1時間繰り下げて月曜日2時（日曜深夜26時）から放送されていた。
チェ・ジバラのつづき
2023年4月2日 -
- 毎週月曜日（日曜深夜）1:00 - 1:30

放送上の日付が各月の最終日曜日にあたる場合、『Show! Presents GGラジオ』を放送するため休止となり、代替として、Artistspokenでアフタートークが配信される。
なお、2024年10月27日は同月の最終日曜日にあたり、かつ第50回衆議院議員総選挙開票特番を編成するため、『チェ・ジバラ』『チェ・ジバラのつづき』共にラジオでの放送は休止となる。

## 企画・コーナー
大喜利インターハイ 20XX（放送時の年度）
番組開始以降、毎年8月に行われる企画。
事前に番組側が提示したお題に対し、大喜利形式で回答をリスナーから募る。
2022年までは「新潟県在住リスナー」VS「新潟県外在住リスナー」の対抗戦という体を取ったが、2023年はその枠組みを撤廃している。
企画冒頭で「開会宣言」と称して企画名を宣誓するのが通例であり、2022年の開会宣言は吉田が、2023年の開会宣言・セレモニアルピッチ（模擬回答披露）は木本武宏（TKO）が行った。
ヒロくん企画
2021年10月の放送枠拡大の際に吉田が立ち上げた番組企画。
「あなたのパートナーの秘密を教えて」、「嫁姑抗争勃発」の2コーナーを立ち上げたが、便宜上まとめて記載する。
BSN局内から厳しい声が上がる程に吉田の企画やコーナー進行に拙さがあったことから、どちらも下記の「ダイニチ工業Presents「乾き。」」がスタートした際に自然消滅している。
ダイニチ工業Presents「渇き。」
坂井精機が加湿器の部品の金型を手掛けたことをきっかけにして、ダイニチ工業がスポンサーに付いた企画コーナー。2021年12月の1ヶ月間限定でオンエアされた。日常生活の中で渇いたエピソードを募集し、特に気になったメールには番組から電話をかけて直接事情を聞いた。採用されたリスナーは、最後にNegiccoが出演するダイニチ工業のラジオCMをリクエストするのがお約束となっていた。最優秀賞を受賞したリスナーには当該のダイニチ工業製加湿器が贈呈されている。
RAM RIDERが制作したコーナージングルは、本番組終了直後（＝BSNの放送休止前）に流れていたBSNのステーションソング「しあわせのたね」をサンプリングしたものである。
ダイニチ工業Presents「心温まる話」
2021年12月放送の「渇き。」が好評だったことから、2022年12月の1ヶ月間限定でオンエアされた、ダイニチ工業がスポンサーに付いた企画コーナー。
今回はダイニチ工業の主力製品であるファンヒーターに因み、心温まる話をリスナーから募り、メールが採用されたリスナーには番組から電話をかけて直接事情を聞いた。最優秀賞を受賞したリスナーにはダイニチ工業製ファンヒーターのフラッグシップモデルが贈呈される。
このコーナーで小林は高校時代、内申書に「机の上で奇声を発する」と書かれたことを吐露したことをきっかけに、他出演者やリスナーから机に登って奇声を発するキャラ付けがされるようになった。

## 番組イベント
『スーパー・ササダンゴ・マシンのナマジバラ』
番組開始の2021年より、年に1度のペースで開催しているファンイベント。なお、イベント内容については基本的に口外禁止となっている。
|       | 開催日         | 会場                                          | ゲスト                     | 備考                                  |
| ----- | -------------- | --------------------------------------------- | -------------------------- | ------------------------------------- |
| 1回目 | 2021年12月4日  | ユナイテッド・シネマ新潟（デッキィ401内）     | RAM RIDER、Megu（Negicco） |                                       |
| 2回目 | 2022年12月17日 | ユナイテッド・シネマ新潟                      | 水谷悠莉、RAM RIDER        |                                       |
| 3回目 | 2023年11月5日  | ユナイテッド・シネマ新潟                      | なし                       |                                       |
| 4回目 | 2025年1月19日  | 新潟市東区プラザ・ホール（新潟市東区役所2階） | （記載なし）               | supported by 新潟市東区社会福祉協議会 |

## テーマ曲
スーパー・ササダンゴ・マシンのチェ・ジバラ
- オープニングテーマ　
  - Nick Cave And The Bad Seeds（英語版） 『Red Right Hand（英語版）（Peaky Blinders OST) 』[1]
- エンディングテーマ
  - ザ・リーサルウェポンズ『シューティングスターレディオ feat.宇多丸,スーパー・ササダンゴ・マシン』（第62話 - ）

チェ・ジバラのつづき/チェ・ジバラのアフタートーク
- オープニングテーマ
  - RAM RIDER作曲のオリジナルインストゥルメンタル（第92話 - ）

### 過去のテーマ曲
スーパー・ササダンゴ・マシンのチェ・ジバラ
- エンディングテーマ
  - RHYMESTER 『After 6』（番組開始当初 - 第61話）[注 16]

## 著名なリスナー
- 内藤泰弘[17]
- 竹下幸之介

## 備考
- 本番組のジングルには、TBSラジオやJ-WAVEのステーションジングルのパロディが使用されている[5]。